# Ергонгоягун
Ергонгоягун или Ергонго-Ягун (Ергонго-Яун) — река в России, протекает по территории Сургутского района Ханты-Мансийского автономного округа. Устье реки находится в 43 км по левому берегу реки Кирилл-Высъягун. Длина реки — 27 км.

## Данные водного реестра
По данным государственного водного реестра России относится к Верхнеобскому бассейновому округу, водохозяйственный участок реки — Обь от впадения реки Вах до города Нефтеюганск, речной подбассейн реки — Вах. Речной бассейн реки — (Верхняя) Обь до впадения Иртыша.
Код объекта в государственном водном реестре — 13011100112115200043126.